# União Prussiana de Igrejas
A União Prussiana de Igrejas (conhecida por diversos outros nomes) foi uma importante instituição protestante que surgiu em 1817, a partir de uma série de decretos do rei Frederico Guilherme III da Prússia,  unificando as denominações luterana e reformada no país. Embora não tenha sido a primeira união desse tipo, foi a primeira a ocorrer em um grande estado alemão.
Ela se tornou a maior organização religiosa independente no Império Alemão e mais tarde na República de Weimar, com aproximadamente 18 milhões de paroquianos. A igreja passou por dois cismas (um permanente desde a década de 1830 e um temporário de 1934 a 1948), devido a mudanças nos governos e nas políticas deles. Depois de ser a igreja estatal preferida da Prússia no século XIX, ela sofreu interferência e opressão em vários momentos no século XX, incluindo a perseguição de muitos paroquianos.
A Segunda República Polonesa e a Lituânia, durante a década de 1920; e depois a Alemanha Oriental, a República Popular da Polônia e a União Soviética, entre as décadas de 1950 e 1970, impuseram divisões organizacionais permanentes ou temporárias, eliminaram congregações inteiras e expropriaram propriedades da igreja, transferindo-as para usos seculares ou para diferentes igrejas mais favorecidas por esses vários governos. No curso da Segunda Guerra Mundial, propriedades da igreja foram either danificadas ou destruídas por bombardeio estratégico e, no final da guerra, muitos paroquianos fugiram do avanço das forças soviéticas. Depois da guerra, províncias eclesiásticas inteiras desapareceram após a fuga e expulsão dos alemães que viviam ao leste da Linha Oder-Neiße.
Os dois períodos do pós-guerra testemunharam grandes reformas na Igreja, fortalecendo a participação democrática dos paroquianos. A Igreja contava com muitos teólogos renomados como membros, incluindo Friedrich Schleiermacher, Julius Wellhausen (temporariamente), Adolf von Harnack, Karl Barth (temporariamente), Dietrich Bonhoeffer e Martin Niemöller (temporariamente), para citar apenas alguns. No início da década de 1950, o corpo eclesiástico foi transformado num órgão central, depois que as principais províncias eclesiásticas dele assumiram a independência no final da década de 1940. Após o declínio do número de paroquianos devido à crise demográfica alemã e à crescente irreligião, a igreja foi incorporada à União das Igrejas Evangélicas em 2003.

## Status e nomes oficiais
| Anos          | Nome oficial                                                     |
| ------------- | ---------------------------------------------------------------- |
| 1817–1821     | União Prussiana de Igrejas                                       |
| 1821–1845     | Igreja Evangélica nas Terras Reais da Prússia                    |
| 1845–1875     | Igreja Evangélica Estatal da Prússia                             |
| 1875–1922     | Igreja Evangélica Estatal das Províncias mais antigas da Prússia |
| 1922–1953     | Igreja Evangélica da antiga União Prussiana                      |
| 1953–2004     | Igreja Evangélica da União                                       |
| 2004–presente | incorporada à União das Igrejas Evangélicas                      |

As muitas mudanças na igreja ao longo da história dela se refletem nas diversas mudanças de nome que ela teve. Isso inclui:
- 1817–1821: A união das igrejas ainda estava sendo regulamentada por autoridades prussianas, e nenhum nome oficial foi adotado para ela ainda. Nomes informais relatados em outros lugares incluíam União Prussiana de Igrejas e União de Igrejas na Prússia.
- 1821–1845: Igreja Evangélica nas Terras Reais da Prússia; – a igreja estatal.
- 1845–1875: Igreja Evangélica Estatal da Prússia – a igreja estatal além de outros corpos eclesiásticos protestantes reconhecidos.
- 1875–1922: Igreja Evangélica Estatal das Províncias mais antigas da Prússia – a igreja estatal nas antigas províncias da Prússia, além de outros órgãos eclesiásticos protestantes reconhecidos.
- 1922–1933, 24 de junho: Igreja Evangélica da antiga União Prussiana – uma igreja independente entre outros corpos eclesiásticos protestantes reconhecidos.
- 24 de junho a 15 de julho de 1933: o controle do Estado aboliu a liberdade religiosa e uma liderança leal aos nazistas foi imposta.
- 15 de julho de 1933 – 28 de fevereiro de 1934: Igreja Evangélica da antiga União Prussiana sob nova liderança simplificada.
- 1° de março a 20 de novembro de 1934: A liderança simplificada aboliu a Igreja Evangélica da antiga União Prussiana como um corpo eclesiástico independente e a fundiu na nova Igreja Evangélica Alemã, submissa aos nazistas.
- 29 de maio de 1934 – 1945: Os cristãos confessantes declararam que a liderança imposta de inspiração nazista (os chamados cristãos alemães) havia levado a igreja a um cisma, com a Igreja Confessante e os órgãos recém-criados dela (parcialmente estabelecidos desde janeiro de 1934) representando a verdadeira igreja evangélica.
- 20 de novembro de 1934 – 1945: A Igreja Evangélica da antiga União Prussiana é restaurada pelo veredicto do Landgericht (Tribunal de Berlim), resultando em dois corpos eclesiásticos — um reconhecido pelos nazistas e outro gradualmente levado à clandestinidade — cada um alegando representar a verdadeira igreja.
- 1945–1953: A Igreja Evangélica da antiga União Prussiana expurgou parcialmente seus principais órgãos de cristãos alemães e nomeou oponentes nazistas e pessoas de neutralidade moderada.
- 1953–2003: Igreja Evangélica da União, uma igreja independente entre outras igrejas e corpos eclesiásticos protestantes reconhecidos.
- 2004: A Igreja Evangélica da União se fundiu na União de Igrejas Evangélicas (da Igreja Evangélica na Alemanha).

### Em alemão
- Johann Friedrich Gerhard Goeters, Joachim Rogge (Hrsg., im Auftrag der Evangelischen Kirche der Union): Die Geschichte der Evangelischen Kirche der Union. Ein Handbuch. 3 Bände. Evangelische Verlagsanstalt, Leipzig 1992–1999, ISBN 3-374-01386-4.
- Iselin Gundermann (Hrsg.): Evangelische Kirche der preußischen Union 1817–2003. Ein Bild- und Textband (= Veröffentlichungen des Evangelischen Zentralarchivs in Berlin, Band 11). Im Auftrag des Arbeitskreises der EKU-Stiftung für Kirchengeschichtliche Forschung, Evangelisches Zentralarchiv in Berlin, Berlin 2013, ISBN 978-3-9801646-5-8.
- Jürgen Kampmann, Werner Klän (Hrsg.): Preußische Union, lutherisches Bekenntnis und kirchliche Prägungen. Theologische Ortsbestimmungen im Ringen um Anspruch und Reichweite konfessioneller Bestimmtheit der Kirche (= Oberurseler Hefte Ergänzungsbände 14). Edition Ruprecht, Göttingen 2014, ISBN 978-3-8469-0157-1.